# Universitätsklinikum Münster

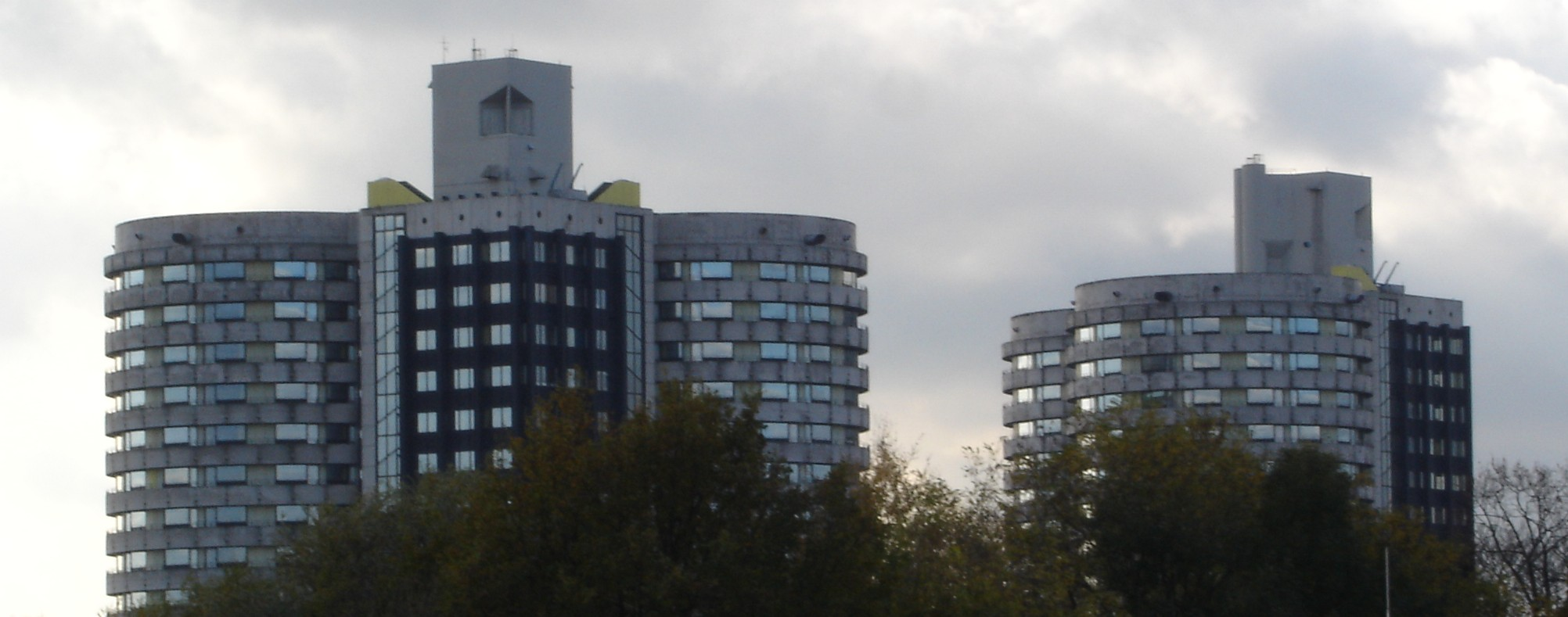
Das Wahrzeichen der Universitätsklinik: Die Türme des Zentralklinikums, genannt die Bettentürme

Das Universitätsklinikum Münster (UKM) ist ein deutsches Krankenhaus der Maximalversorgung in Münster. Es verfügt über 1.513 Betten, in denen im Jahr 2024 insgesamt 52.147 stationäre und 535.085 ambulante Patienten behandelt wurden. Es besteht aus über 40 einzelnen Kliniken und Polikliniken, die eng mit der Medizinischen Fakultät der Universität Münster zusammenarbeiten. Es hat circa 12.700 Beschäftigte. Der UKM-Campus liegt im Stadtteil Sentrup.
Wahrzeichen des UKM ist das Zentralklinikum mit seinen beiden Türmen. Jeder der beiden Türme besitzt 21 Ebenen mit jeweils zwei kreisförmig angelegten Stationen. Die meisten Stationen befinden sich auf den Ebenen sieben bis 19. Die Ebenen eins und zwei dienen als Versorgungsebenen. Auf den Ebenen drei bis vier befinden sich viele ambulante Kliniken. Viele Fachabteilungen des UKM sind im Zentralklinikum angesiedelt, weitere Disziplinen, wie die Allgemein-, Viszeral- und Transplantationschirurgie, die Unfallchirurgie, die Augenklinik, die Hals-, Nasen- und Ohrenklinik und die Hautklinik. Ebenfalls befindet sich eine psychiatrische Einrichtung auf dem Gelände, die in verschiedene Bereiche gegliedert ist. Dazu gehören mehrere offene und eine geschlossene Station. Hinzu kommt auch eine Einrichtung der Kinder- und Jugendpsychiatrie, welche sich entgegen der Psychiatrie für Erwachsene auf der gegenüberliegenden Seite des Klinikgeländes befindet. Auch Forschungslabore und eine Schule für die Aus- und Fortbildung verschiedener Berufe im Gesundheitswesen befinden sich in separaten Gebäuden auf dem Campus, die das Zentralklinikum umgeben.
Das UKM verfügt über zwei Hubschrauberlandeplätze. Der Meistbenutzte befindet sich im Südosten des UKM in direkter Nachbarschaft zur Unfallchirurgie. Dort landet auch der zuständige Rettungshubschrauber. Der andere Landeplatz liegt im Nordwesten in der Nähe der UKM-Apotheke und Turm West. Er wird für die hubschraubergestützte Verlegung von Intensivpatienten genutzt oder bringt Patienten für die internistische Notaufnahme, welche sich auf der Ebene 03 im Ost-Turm befindet.

## Geschichte
Die Geschichte des Universitätsklinikums lässt sich bis in das Jahr 1774 zurückverfolgen, als die erste Medizinische Fakultät der Universität Münster eröffnet wurde. Sie bestand aus nur einem einzigen Hochschullehrer, der Vorlesungen in Anatomie, Chirurgie und Geburtshilfe abhielt. Aufgrund der Herabstufung der Universität zu einer akademischen Lehranstalt im Jahre 1818 im Zuge der Neugründung der Universität in Bonn wurde die Fakultät jedoch wieder geschlossen. Übrig blieb ab 1821 eine Chirurgenschule, die jedoch 1849 wie alle anderen Chirurgenschulen geschlossen wurde, da Ärzte nun ein Universitätsstudium absolvieren sollten.

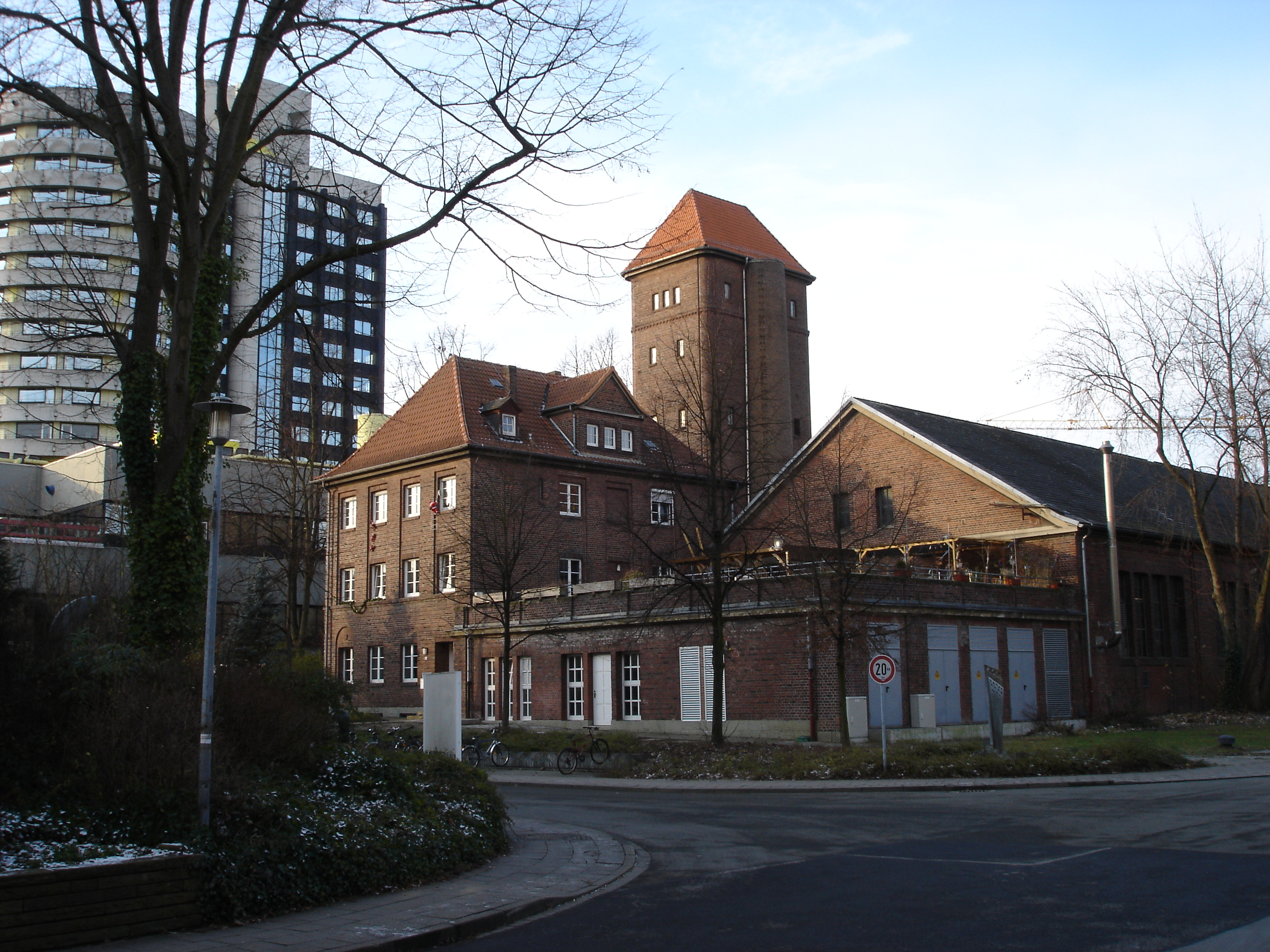
Alt und Neu: Im Vordergrund das ehemalige Heizkraftwerk und jetzt Sitz des Sozialdienstes, im Hintergrund der Ostturm des Zentralklinikums

Erst mit der Neugründung der Universität im Jahre 1902 wurde 1905 wieder eine medizinisch-propädeutische Abteilung eingerichtet. 1907 eröffnete das Zahnmedizinische Institut. Im Zuge der Erweiterung der Universität im Jahre 1914 sollte auch die Medizinische Fakultät neu eröffnet werden. Der Bau der dafür notwendigen Kliniken verzögerte sich jedoch aufgrund des Ersten Weltkriegs erheblich, so dass sie erst am 15. Mai 1925 übergeben werden konnten. An diesem Tag wurde gleichzeitig die Medizinische Fakultät offiziell eröffnet. Ebenfalls ab diesem Jahr lehrte Gerhard Domagk, als bisher einziger Nobelpreisträger an der Fakultät. Nach ihm ist das pathologische Institut benannt.
Während des Zweiten Weltkriegs wurde das Universitätsklinikum stark zerstört, insbesondere durch circa 120 schwere Sprengbombentreffer der ab dem Spätherbst 1944 pausenlosen Luftangriffe. Als Folge wurde die Medizinische Fakultät der Universität Münster nach Bad Salzuflen verlegt. Die Neueröffnung des Universitätsklinikums nach dem Zweiten Weltkrieg erfolgte im November 1945. Es folgten zahlreiche Neubauten.
Weitere Neugründungen von Instituten in den 1970er-Jahren machten einen Ausbau des Klinikums notwendig. Nach einer längeren Planungszeit begann gegen Ende der 1970er-Jahre der Bau des Zentralklinikums mit seinen beiden jeweils 62 m hohen, weithin sichtbaren Türmen, das im Jahre 1983 fertiggestellt wurde. Die Kosten für diesen Neubau beliefen sich auf gut eine Milliarde Mark.
1998 wurde das Zentrum für Knochenmarktransplantation (KMT) eröffnet und Gebäude eines ehemaligen britischen Militärhospitals als neue Forschungsflächen in das Universitätsklinikum eingegliedert. 2001 wurde das Universitätsklinikum Münster als Anstalt öffentlichen Rechts selbstständig.
Seit 2016 finden Sanierungsarbeiten an den Türmen und den umliegenden Gebäuden statt. Mit einem Investitionsvolumen von 340 Millionen Euro wurden bis 2020 die Fassaden der Bettentürme erneuert und Sanierungen im Innenbereich durchgeführt. Ebenso werden die Institute für Mikrobiologie, Virologie und Hygiene an einem Standort am Coesfelder Kreuz zusammengefasst, dem MedForCe. Weitere Forschungslabore entstehen im Body & Brain-Institut (BBIM). Im KMT-Zentrum werden weitere Stationen und Ambulanzen geschaffen. 2021 wurde das Klinikum zusammen mit dem Universitätsklinikum Essen von der deutschen Krebshilfe als onkologisches Spitzenzentrum zertifiziert. Zusammen bilden die beiden Kliniken dabei das Westdeutsche Tumorzentrum (WTZ).

## Kliniken und Einrichtungen
Das UKM hat mehr als 60 Kliniken, Institute und Zentren der Patientenversorgung mit jeweils eigener Geschichte, Leitung und Schwerpunktsetzung.

### Überblick
- Klinik für Allgemeine Orthopädie und Tumororthopädie
- Klinik für Allgemein-, Viszeral- und Transplantationschirurgie
- Klinik für Anästhesiologie, operative Intensivmedizin und Schmerztherapie
- Klinik für Augenheilkunde
- Klinik für Frauenheilkunde und Geburtshilfe
- Klinik für Hals-, Nasen- und Ohrenheilkunde
- Klinik für Hautkrankheiten – Allgemeine Dermatologie und Venerologie
- Klinik für Herz- und Thoraxchirurgie
- Klinik für Kardiologie I: Koronare Herzkrankheit, Herzinsuffizienz und Angiologie
- Klinik für Kardiologie II: Rhythmologie
- Klinik für Kardiologie III: Angeborene Herzfehler (EMAH) und Klappenerkrankungen
- Poliklinik für Kieferorthopädie
- Klinik für Kinder- und Jugendmedizin – Allgemeine Pädiatrie
- Klinik für Kinder- und Jugendmedizin – Pädiatrische Hämatologie und Onkologie
- Klinik für Kinder- und Jugendmedizin – Pädiatrische Kardiologie
- Klinik für Kinder- und Jugendmedizin – Pädiatrische Rheumatologie und Immunologie
- Abteilung für Kinderorthopädie, Deformitätenrekonstruktion und Fußchirurgie
- Klinik für Kinder- und Jugendpsychiatrie, -psychosomatik und -psychotherapie
- Abteilung für Kinder- und Neugeborenenchirurgie

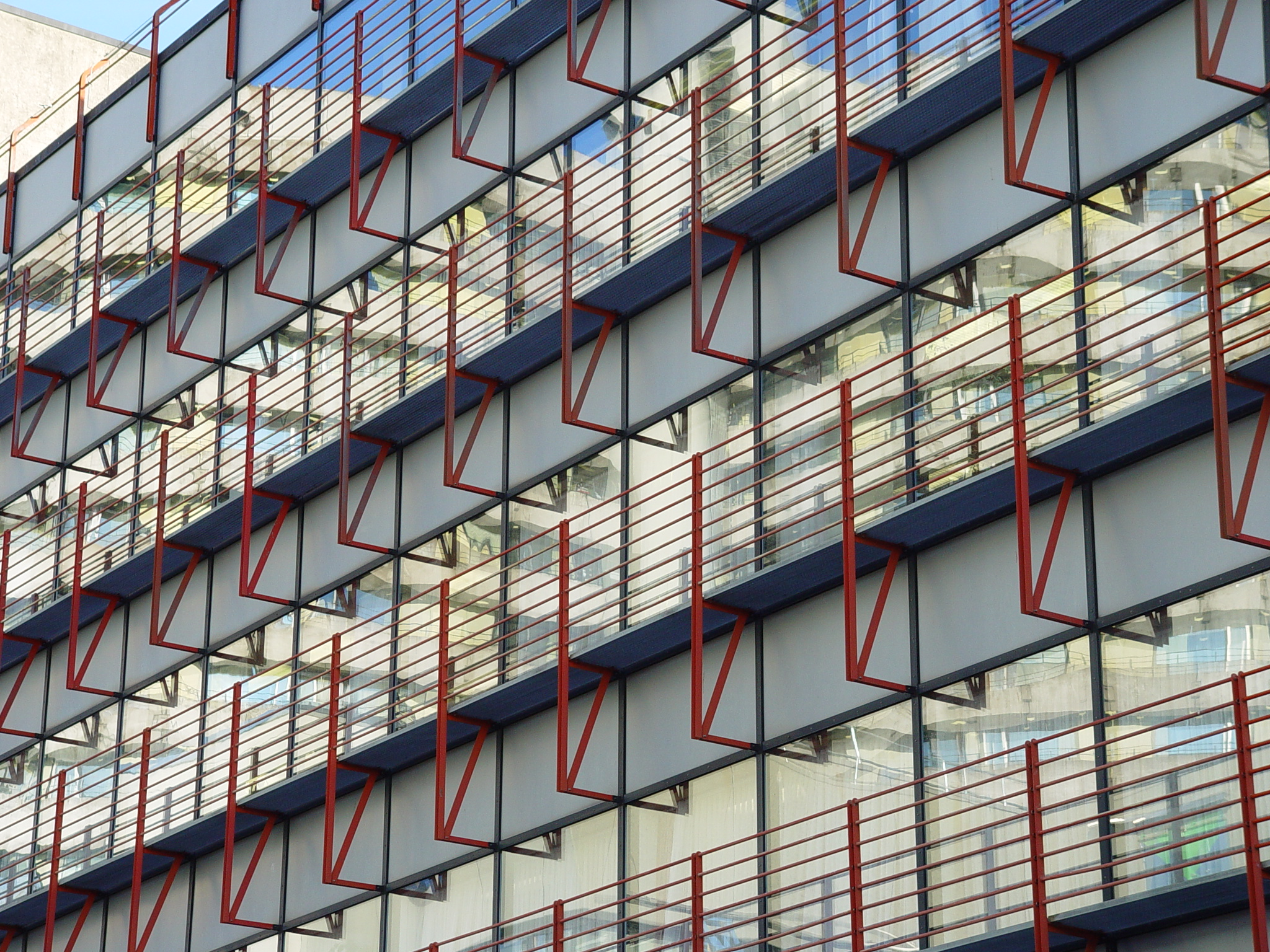
Fassade des Zentrums für Zahn-, Mund- und Kieferheilkunde (erbaut 1980), in der sich der Westturm spiegelt

- Medizinische Klinik A (Hämatologie, Hämostaseologie, Onkologie und Pneumologie)
- Medizinische Klinik B (Gastroenterologie, Hepatologie, Endokrinologie, Klinische Infektiologie)
- Medizinische Klinik D (Allg. Innere Medizin sowie Nieren- und Hochdruckkrankheiten und Rheumatologie)
- Klinik für Mund-, Kiefer- und Gesichtschirurgie
- Klinik für Neurochirurgie
- Klinik für Neurologie
- Klinik für Nuklearmedizin
- Poliklinik für Parodontologie und Zahnerhaltung
- Gerhard-Domagk-Institut für Pathologie
- Klinik für Phoniatrie und Pädaudiologie
- Poliklinik für Prothetische Zahnmedizin und Biomaterialien
- Klinik für Psychische Gesundheit
- Sektion für Psychosomatische Medizin und Psychotherapie
- Klinik für Radiologie (Röntgen)
- Abteilung für Regenerative Muskuloskelettale Medizin
- Centrum für Reproduktionsmedizin und Andrologie
- Klinik für Strahlentherapie – Radioonkologie
- Institut für Transfusionsmedizin und Zelltherapie
- Klinik für Unfall-, Hand- und Wiederherstellungschirurgie
- Klinik für Urologie und Kinderurologie
- Klinik für Vaskuläre und Endovaskuläre Chirurgie

### Klinik für Hautkrankheiten – Allgemeine Dermatologie und Venerologie

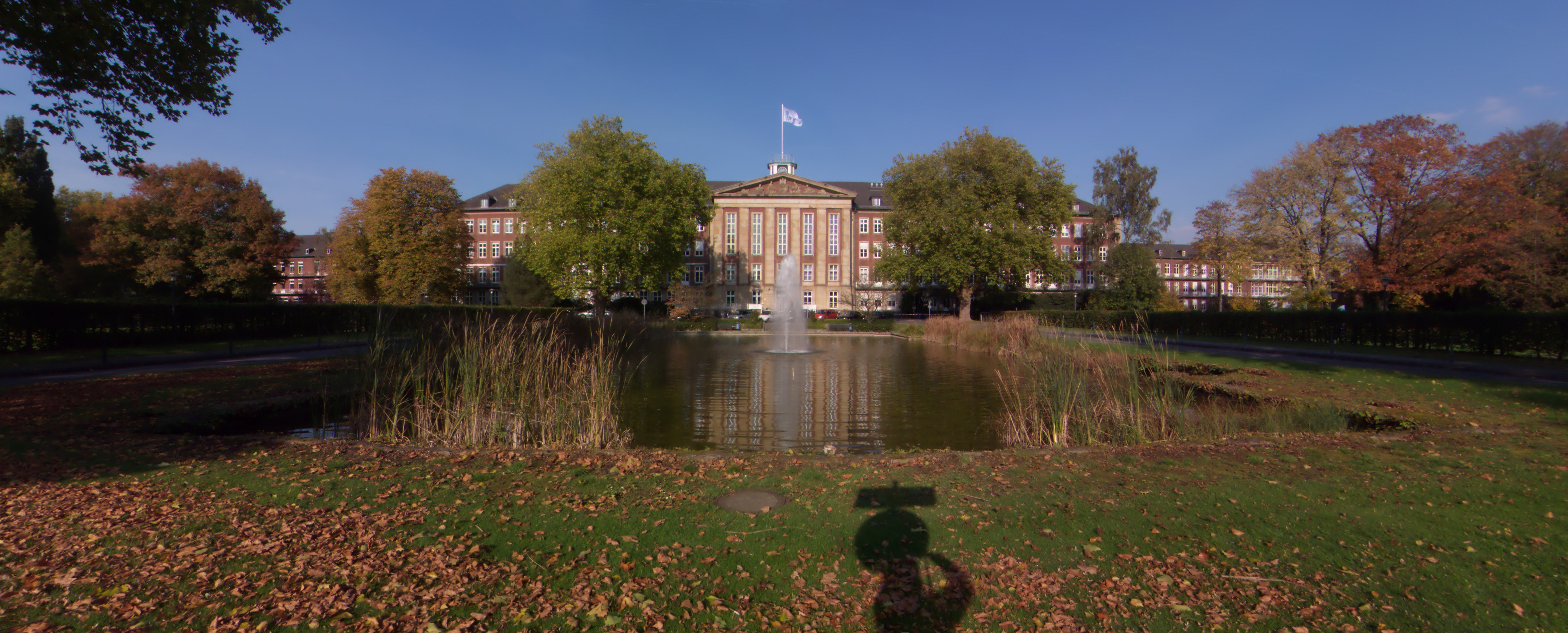
Das Gebäude der Hautklinik

Die Klinik für Hautkrankheiten stellt ein Zentrum im Bereich der Dermatologie dar. Die Hautklinik befindet sich nicht im zentralen Gebäude des Universitätsklinikums Münster, sondern liegt vorläufig noch separat an der Von-Esmarch-Straße.

#### Geschichte
Der Lehrstuhl für Dermatologie wurde am 1. Mai 1925 gegründet. Alfred Stühmer (1885–1957) wurde zum ersten Direktor berufen. Die Unterbringung der Klinik erfolgte zunächst nicht in dem noch heute bestehenden, repräsentativen Gebäude, sondern im Clarastift in der Stubengasse der Stadt Münster.
Im Jahr 1932 gründete Alfred Stühmer die „Lupusheilstätte Haus Hornheide“, eine Spezialklinik zur Behandlung der damals weit verbreiteten Hauttuberkulose. Heutzutage beschäftigt sich die Fachklinik Hornheide schwerpunktmäßig mit Tumorerkrankungen der Haut.
Im Jahre 1934 übernahm Julius Karl Mayr (1888–1965) die Leitung der Universitäts-Hautklinik Münster. Schon 1937 wird Carl Moncorps (1896–1952) Direktor der Hautklinik.
Im Oktober 1943 wurde das Clarastift teilweise durch einen Bombenangriff zerstört. Die Hautklinik zog mit damals 76 Betten in ein Altenheim nach Ascheberg. Im November 1944 wurden sämtliche Kliniken der Universität Münster nach Bad Salzuflen verlegt. Die Hautklinik unterhält in Bad Salzuflen neben den Betten in Ascheberg noch 20 weitere Betten und eine Poliklinik.
Nach Kriegsende richtete C. Moncorps im Mai 1945 in seinem Privathaus in Münster eine poliklinische Sprechstunde ein. Insbesondere kam es in den Jahren nach Kriegsende zu einem rasanten Anstieg von Geschlechtskrankheiten.
Im Jahr 1950 erfolgte der Umzug der Klinik unter Aufhebung der „Zersplitterung“ in das ehemalige Standortlazarett der Luftwaffe an der Von-Esmarch-Straße mit 130 Betten. Zwei Jahre später verstarb Carl Moncorps. Neuer Direktor wurde Paul Jordan (1902–1975). Im Februar 1952 beschlagnahmte das britische Militär den Ostflügel des Gebäudes, wodurch die Hautklinik aber nur wenige Räumlichkeiten verliert, da der größere Teil im Westflügel gelegen ist. Es werden Modernisierungsumbauten vorgenommen und insbesondere die Allergie- und Strahlenabteilung ausgebaut.
Im Mai 1972 wurde Egon Macher (1924–2008) zum Klinikdirektor berufen. Unter E. Macher wurde u. a. die „Abteilung für experimentelle Dermatologie“ gegründet. Die Bettenzahl wurde auf 100 reduziert. Im Jahre 1990 wurde Thomas A. Luger zum Direktor der Klinik berufen. 1992 zogen die britischen Soldaten aus dem Ostflügel des Gebäudes ab. Die Räumlichkeiten wurden u. a. später durch das „Zentrum für Molekularbiologie der Entzündung“ (ZMBE) bezogen. Die Klinik wurde teilweise renoviert und die Bettenzahl auf 60 stationäre und 15 teilstationäre reduziert. Im Juni 2004 wurde das „Klinische Zentrum für Innovative Dermatologie“ zur Unterstützung klinischer Studien gegründet.

#### Tätigkeit
Auf vier Stationen mit insgesamt 60 Betten werden jährlich etwa 3.800 Patienten betreut. Ambulant werden jährlich über 20.000 Patienten behandelt. Direktorin ist Kerstin Steinbrink.
Schwerpunkte der Patientenversorgung sind Allergologie mit Berufsdermatologie und Umweltmedizin, Andrologie, Ästhetische Dermatologie und Lasermedizin, Dermatochirurgie, Dermatoonkologie (Hautkrebsscreening und Hauttumorzentrum), Neurodermatologie und Kompetenzzentrum Pruritus, Phlebologie, Photo-Dermatologie, Poliklinik mit den Schwerpunkten Neurodermitis, Schuppenflechte, kreisrunder Haarausfall, Autoimmunerkrankungen der Haut, Privat-Ambulanz und Wahlleistungsstation, Tagesklinik und eine Wundambulanz.
Forschungsschwerpunkte sind Allergologie, Dermatohistologie, Fünfdimensionale Intravitaltomographie humaner Haut, Genetik und Biologie entzündlicher Hautkrankheiten, Immunantwort bei Infektionen, Kutane Immunität, Kutane vaskuläre Biologie, Melanomimmunologie und -biologie, Neuroinflammation, Pathophysiologie von Autoimmunerkrankungen, Pruritusmechanismen und Neurodermatologie, Vaskulopathien bei Sklerodermie und Vaskulitis.

### Familienhaus mit Palliativversorgung
Die Betreuung krebskranker Kinder und Jugendlicher in einem „Familienhaus“ mit Palliativmedizin am Universitätsklinikum hat Vorbildcharakter. Ein Brückenteam aus Krebsexperten und Betreuern sorgt dafür, dass unheilbar kranke Kinder und Jugendliche auch im häuslichen Umfeld Zugang zum ganzen Spektrum der modernen Medizin und Versorgung erhalten.

### Sonstiges
Am 1. April 1975 wurde am UKM die erste Betriebskindertagesstätte in Münster eröffnet. Zum 25-jährigen Jubiläum im Jahr 2000 wurde die Einrichtung nach der Künstlerin Niki de Saint Phalle benannt. Seit dem Neubau im Jahr 2011 und der Erweiterung auf 150 Betreuungsplätze handelt es sich um die größte Kindertagesstätte der Stadt.

## Forschung und Kooperation

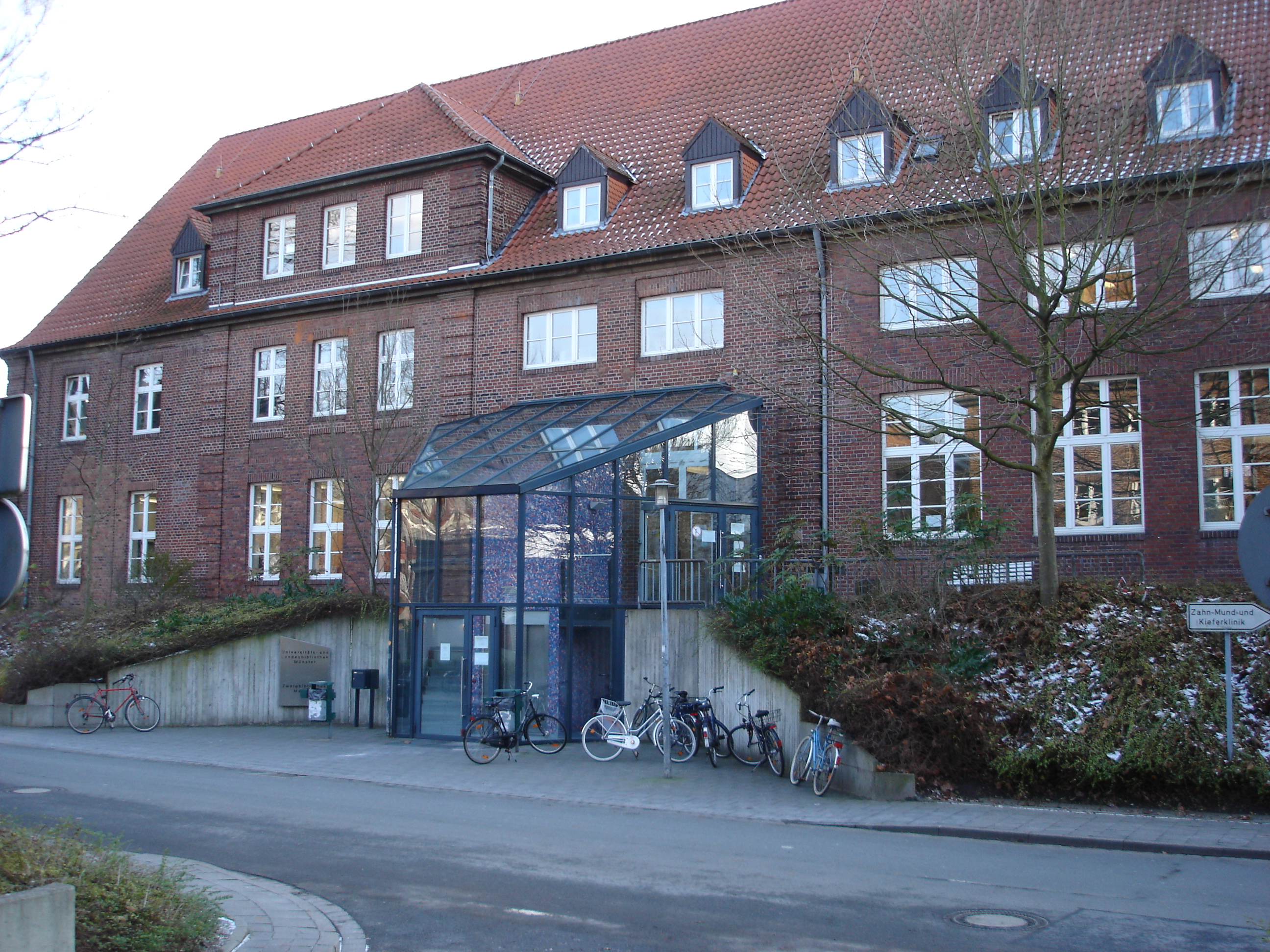
Die Medizin-Bibliothek der Universitäts- und Landesbibliothek Münster

Aufgrund der Verzahnung des UKM mit der Medizinischen Fakultät der Universität Münster fließen in die Behandlung Erkenntnisse aus den 32 universitären Forschungsinstituten und von der Deutschen Forschungsgemeinschaft finanzierten Sonderforschungsbereichen ein.
Folgende Sonderforschungsbereiche (SFB) existieren am Universitätsklinikum Münster:
- SFB-TRR58: (2008–2020) Furcht, Angst, Angsterkrankungen (Koordination: Münster in Kooperation mit Würzburg, Hamburg und Mainz)
- SFB 1009: (2012–2020) Breaking Barriers – Immunzellen und pathogene Erreger an Zell-/Matrix-Barrieren (Münster)
- SFB-TRR128: (2012–2020) Initiierungs-, Effektor- und Regulationsmechanismen bei Multipler Sklerose – von einem neuen Verständnis der Pathogenese zur Therapie (Koordination: Münster in Kooperation mit München und Rhein-Main-Universitäten)
- SFB 656: (2005–2017) Molekulare kardiovaskuläre Bildgebung (MoBil) – von der Maus zum Menschen (Münster)(Filmporträt: Forschung im SFB 656)

Besondere Kooperationen bestehen (bzw. bestanden) mit der Max-Planck-Gesellschaft, die im Jahre 2001 in Münster ein Max-Planck-Institut für molekulare Biomedizin angesiedelt hat, sowie dem als An-Institut der Universität angegliederte (mittlerweile geschlossenen) Leibniz-Institut für Arterioskleroseforschung (LIFA).
Seit 2018 kooperiert die Fachklinik Hornheide mit dem UKM auf dem Bereich der plastischen Chirurgie.

## Zertifizierung
2010 wurde das Zertifizierungsverfahren nach KTQ abgeschlossen. 2013 und 2016 wurde das UKM rezertifiziert und erneut mit dem KTQ-Zertifikat ausgezeichnet.
Die Verwaltung wurde 2016 nach ISO 9001 zertifiziert.